# Merengón
El merengón es una comida típica de la gastronomía colombiana, postre hecho de varios ingredientes.
Está hecha básicamente de:
- Crema blanca.
- Crema de fruta.
- Fruta.
- Merengue,

Se podría decir que la composición básica de este plato es de crema blanca. Por la variedad de cultivos en Colombia, va en varios sabores, que pueden ser de fresa, melocotón, mora, guanábana, y otros. El merengue es pieza fundamental del merengón. De hecho, éste deriva su nombre del merengue.
Los merengones son generalmente blancos, a excepción del merengue, que puede ser de otro color, y de la fruta, y de su salsa. En Colombia, el merengón se puede conseguir casi en cualquier pastelería, y también en automóviles que los distribuyen por toda la ciudad, haciendo su negocio.